# Krauseuma viscaianum
Krauseuma viscaianum es una especie de milpiés de la familia Chamaesomatidae endémica del norte de la España peninsular; se encuentra en el País Vasco.